# قنات‌های تنگه گرمز
مجموعه قناتهای تنگه گرمز مربوط به دوره ساسانیان - سده‌های اولیه دوران‌های تاریخی پس از اسلام است و در شهرستان بهبهان، بخش مرکزی، دهستان حومه، ۱ کیلومتری شمال روستای گرمز علیا واقع شده و این اثر در تاریخ ۱ مرداد ۱۳۸۶ با شمارهٔ ثبت ۱۹۲۴۴ به‌عنوان یکی از آثار ملی ایران به ثبت رسیده است.